# Escura fitzroyensis
Escura fitzroyensis är en insektsart som beskrevs av Tim R. New 1985. Escura fitzroyensis ingår i släktet Escura och familjen myrlejonsländor. Inga underarter finns listade i Catalogue of Life.